# Карпов, Михаил Васильевич (Герой Социалистического Труда)
Михаил Васильевич Карпов (26 августа 1923, с. Кубассы, Чистопольский район, Татарская АССР — 14 октября 2011, Казань) — советский работник промышленности, слесарь, Герой Социалистического Труда.

## Биография
Родился 26 августа 1923 года в селе Кубассы Чистопольского района Татарской АССР.
Окончив школу, в начале 1941 года стал учеником слесаря-сборщика на Казанском моторостроительном заводе (КМПО), где работал и в годы Великой Отечественной войны, за что был награждён медалью «За доблестный труд в Великой Отечественной войне 1941—1945 гг.»
После войны Карпов возглавил на заводе бригаду коммунистического труда, первым в цехе получил право ставить личное клеймо качества, дававшее право на сдачу продукции без предъявления ОТК. Был новатором производства, внедрив 90 рационализаторских предложений, а также наставником молодежи. Работал М. В. Карпов на заводе вплоть до выхода на заслуженный отдых в мае 1988 года.
Кроме производственной, занимался общественной деятельностью — избирался членом цехкома, партбюро цеха, парткома завода, райкома и горкома КПСС, был членом бюро Казанского горкома партии, а также депутатом Верховного Совета РСФСР в 1967—1971 годах и участвовал в работе IX съезда профсоюза работников авиационной промышленности.
Находясь на пенсии, жил в Казани. Участвовал в ветеранском движении республики, избран членом совета ветеранов КМПО.
Скончался 14 октября 2011 года в Казани в возрасте 88 лет.

## Награды
- В 1966 году М. В. Карпову было присвоено звание Героя Социалистического Труда с вручением ордена Ленина (за выдающиеся заслуги в выполнении плана семилетки (1959—1965) и создание новой техники).
- Также был награждён орденами Октябрьской Революции (1977) и Трудового Красного Знамени (1984), а также медалями.